# Axel Toupane
Axel Toupane (* 23. Juli 1992 in Mülhausen) ist ein französischer Basketballspieler.

## Laufbahn
Toupanes aus dem Senegal stammender Vater Jean-Aimé wurde nach seiner Spielerzeit Trainer und betreute unter anderem die französische Jugendnationalmannschaft. Axel Toupane wurde in Mülhausen im Elsass geboren und wuchs dort teils auch auf, während sein Vater in der Stadt als Basketballer beschäftigt war. Bereits als Kind lernte er Joffrey Lauvergne kennen, dessen Vater damals ebenfalls in Mülhausen spielte. Toupane spielte im Nachwuchs von Élan Béarnais Pau-Lacq-Orthez, dann wurde er in der Jugendabteilung von SIG Straßburg ausgebildet, im Spieljahr 2011/12 stand er erstmals im Aufgebot von Straßburgs Profimannschaft. Einen großen Entwicklungssprung legte er im Spieljahr 2013/14 hin, als er für Straßburg in 30 Ligaeinsätzen im Schnitt 5,9 Punkte und 2,4 Rebounds je Begegnung erzielte.
Im Juli 2015 wurde Toupane von der NBA-Mannschaft Toronto Raptors verpflichtet, nachdem er für die Kanadier zuvor Spiele der NBA-Sommerliga bestritten hatte. Ende Oktober 2015 wurde der Franzose aus Torontos Aufgebot gestrichen, blieb aber in Nordamerika und spielte zunächst für Torontos Ausbildungsmannschaft in der NBA D-League, ehe er Anfang März 2016 von den Denver Nuggets unter Vertrag genommen wurde. Nachdem sein Arbeitspapier zunächst auf zehn Tage befristet war, unterschrieb er einen Vertrag in Denver bis zum Ende der Saison 2015/16 und wurde von der Mannschaft aus dem US-Bundesstaat Colorado dann mit einem Zweijahresvertrag ausgestattet. Allerdings wurde Toupane Mitte Oktober 2016 aus Denvers Kader gestrichen. Er spielte in der Saison 2016/17 kurzzeitig für die Milwaukee Bucks, zeigte dann überzeugende Leistungen im Hemd der Raptors 905 Mississauga in der NBA D-League und stand im Frühjahr 2017 kurzfristig bei den New Orleans Pelicans unter Vertrag.
In der Sommerpause 2017 nahm Toupane ein Angebot des litauischen Spitzenvereins Žalgiris Kaunas an und gewann mit dem Klub im Spieljahr 2017/18 den Meistertitel in dem baltischen Land. Toupane wechselte zur Saison 2018/19 zu Olympiakos Piräus nach Griechenland. Mitte April 2019 verließ er Olympiakos aufgrund ausstehender Gehaltszahlungen.
Im August 2019 wurde er vom spanischen Erstligisten Unicaja Malaga als Neuzugang verkündet. Für Malaga erzielte er in 20 Ligaeinsätzen im Schnitt 6,3 Punkte je Begegnung. Anfang September 2020 unterschrieb er einen Kurzzeitvertrag bei SIG Straßburg. Ende November 2020 wurde er von der NBA-Mannschaft Golden State Warriors mit einem Vertrag ausgestattet, Mitte Dezember 2020 aber wieder aus dem Aufgebot der Kalifornier gestrichen. Er spielte daraufhin bei den Santa Cruz Warriors in der NBA G-League. Bei Santa Cruz erzielte er im Schnitt 17,9 Punkte und 8,8 Rebounds je Begegnung, im März 2021 wechselte er zu den Milwaukee Bucks in die NBA zurück. Mit Milwaukee gewann er 2021 den NBA-Meistertitel. In zwölf Saisonspielen während des Meisterspieljahres erzielte der Franzose im Schnitt 1,6 Punkte. Im Oktober 2021 wurde Toupane erneut von den Golden State Warriors verpflichtet, aber wenige Stunden später wieder aus dem Vertrag entlassen. Er spielte daraufhin wieder für die Santa Cruz Warriors (NBA G-League).
Anfang Januar 2022 ging er in sein Heimatland zurück, Toupane unterschrieb einen Vertrag beim Erstligisten Paris Basketball. Während der Sommerpause 2023 wechselte er innerhalb der Liga und des Großraums Paris zum Verein Metropolitans 92. Mit der Mannschaft stieg er 2024 aus der ersten Liga ab.
Toupane nahm Ende August 2024 ein Angebot der Diablos Rojos del México an. Ende Januar 2025 schloss er sich der Mannschaft Homenetmen Beirut (Libanon) an. Im März 2025 wechselt Toupane zu den Taiwan Beer Leopards nach Taiwan.
Während der Sommerpause 2025 wurde er vom FC Porto verpflichtet.

### Nationalmannschaft
Toupane bestritt Länderspiele für Frankreichs U20-Nationalmannschaft, Im Sommer 2017 gab er seinen Einstand in der Herrennationalmannschaft. Bei der Weltmeisterschaft 2019 gewann er mit Frankreich die Bronzemedaille.

## Erfolge
- Litauischer Meister 2018
- Bronzemedaille bei der Weltmeisterschaft 2019
- NBA-Meister 2021

## Sonstiges
Toupane ist Absolvent der Università Commerciale Luigi Bocconi, der HEC Paris und der Emlyon Business School.

## Karriere-Statistiken

### NBA

#### Hauptrunde
| Saison  | Team                    | GP | GS | MPG  | FG % | 3P % | FT % | RPG | APG | SPG | BPG | PPG |
| ------- | ----------------------- | -- | -- | ---- | ---- | ---- | ---- | --- | --- | --- | --- | --- |
| 2015–16 | Denver                  | 21 | 0  | 14.5 | .357 | .325 | .765 | 1.5 | 0.7 | 0.3 | 0.3 | 3.6 |
| 2016–17 | Milwaukee / New Orleans | 4  | 0  | 11.8 | .556 | .250 |      | 0.3 | 0.0 | 0.3 | 0.3 | 2.8 |
| Gesamt  | Gesamt                  | 25 | 0  | 14.1 | .380 | .318 | .765 | 1.3 | 0.6 | 0.3 | 0.3 | 3.5 |